# كارلوس غوربيغي
كارلوس غوربيغي ناوسيا (بالإسبانية: Carlos Gurpegui)، من مواليد 19 سبتمبر 1980 في بامبلونا في إسبانيا، لاعب كرة قدم إسباني.
بدأ مسيرته الكروية مع نادي باسكونيا في موسم 1999/2000، وشارك معهم في 33 مباراة وسجّل 15 هدفا، وفي عام 2000 انتقل إلى نادي بلباو أثلتك النادي الرديف للأثلتك بلباو. ومنذ عام 2002 وهو يلعب مع نادي أثلتك بلباو. وخلال مسـيرته الطويلة مع الأتلتيك، لعب لهم 209 مباراة سـجّل خلالها 16 هدفاً.
تعرّض غوربيغي، خلال مسـيرته إلى حالة منع من اللعب في الدرجة الأولى لمدّة سـنتين بين عامي 2006 و 2008 وذلك بسبب فضيحة المنشـطات التي اكتشفت في عيّنة خلال مشاركته في إحدى المباريات في الليغا في مواجهة مع ريال سوسييداد في ايلول عام 2002. لكن غوربيغي، وبسـبب إصراره وشـخصيّته القويّة عاد إلى الملاعب وهو اليوم من العناصر الاسـاسـيّة في محور الوسـط الدفاعي في الفريق الباسـكي بالإضافة إلى اللاعبين البارزين الذين يلعبان في نفس المركز، خافي مارتينِـث وبابلو أوربايث.

## روابط خارجية
- كارلوس غوربيغي على موقع قاعدة بيانات كرة القدم.إي يو (الإنجليزية)
- كارلوس غوربيغي على موقع Soccerway.com (الإنجليزية)
- كارلوس غوربيغي على موقع كووورة
- كارلوس غوربيغي على موقع AS.com (الإسبانية)